# Ordre de bataille lors de la bataille de Wissembourg (décembre 1793)
Pour un article plus général, voir Bataille de Wissembourg (décembre 1793).
 (février 2025).
Si vous disposez d'ouvrages ou d'articles de référence ou si vous connaissez des sites web de qualité traitant du thème abordé ici, merci de compléter l'article en donnant les références utiles à sa vérifiabilité et en les liant à la section « Notes et références ».

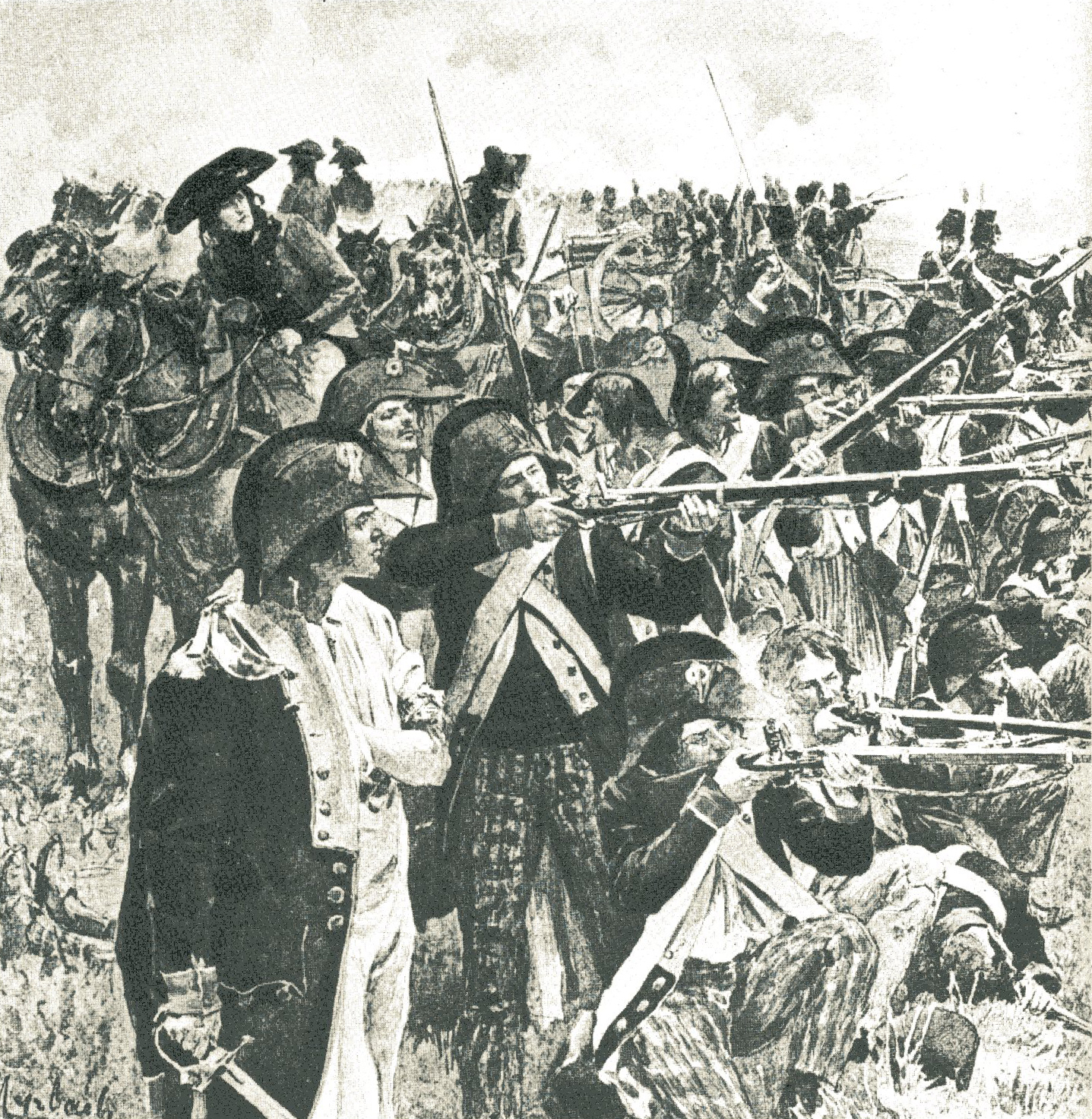
Le Bataillon carré, fantassins et artilleurs républicains au combat.

Ce qui suit est l'ordre de bataille des forces militaires en présence lors de la Bataille de Wissembourg, qui eut lieu le 26 décembre 1793 et qui oppose une armée française sous le commandement du général Lazare Hoche aux armées de la Première Coalition.

## Force de laRépublique française
Avant-garde sous les ordres du général Desaix
- 2e bataillon du 3e régiment d'infanterie de ligne ci-devant Piémont
- 2e bataillon du 37e régiment d'infanterie de ligne ci-devant Turenne
- 1er bataillon du 75e régiment d'infanterie de ligne ci-devant Monsieur
- 2e bataillon du 75e régiment d'infanterie de ligne ci-devant Monsieur
- 1er bataillon du 88e régiment d'infanterie de ligne ci-devant Berwick
- 8e bataillon de volontaires des Bouches-du-Rhône
- 1er bataillon de volontaires de la Corrèze
- 1er bataillon de volontaires de la Dordogne
- 3e bataillon de volontaires de l'Eure
- 1er bataillon de volontaires du Jura
- 8e bataillon de volontaires du Jura
- 11e bataillon de volontaires du Jura
- 12e bataillon de volontaires du Jura
- 2e bataillon de volontaires de Lot-et-Garonne
- 3e bataillon de volontaires de la Haute-Saône
- Bataillon de chasseurs du Rhin
- 11e régiment d'infanterie légère (1 bataillon)
- 12e régiment d'infanterie légère (1 bataillon)
- Hussards de Jemmapes (1 compagnie)
- 7e régiment de hussards
- 14e régiment de cavalerie (1 détachement)
- 4e régiment de chasseurs à cheval
- 8e régiment de chasseurs à cheval
- 11e régiment de dragons
- 17e régiment de dragons
- Artillerie (141 hommes)

Division sous les ordres du général Michaud
- 1er bataillon du 3e régiment d'infanterie de ligne ci-devant Piémont
- 1er bataillon du 46e régiment d'infanterie de ligne ci-devant Bretagne
- 2e bataillon du 93e régiment d'infanterie de ligne ci-devant Enghien
- 1er bataillon de volontaires de l'Ain
- 3e bataillon de volontaires du Bec-d'Ambès
- 7e bataillon de volontaires des Bouches-du-Rhône
- 1er bataillon de volontaires du Doubs
- 6e bataillon de volontaires du Doubs
- 3e bataillon de volontaires de Rhône-et-Loire
- 4e bataillon de volontaires de Saône-et-Loire
- 10e régiment de chasseurs à cheval
- 4e régiment de dragons
- 8e régiment de dragons

Division sous les ordres du général Ferino
- 1er bataillon du 27e régiment d'infanterie de ligne ci-devant Lyonnais
- 2e bataillon du 46e régiment d'infanterie de ligne ci-devant Bretagne
- 10e bataillon de volontaires du Jura
- 1er bataillon de volontaires de la Haute-Saône
- 9e bataillon de volontaires des Vosges
- 10e bataillon de volontaires des Vosges
- 6e régiment d'infanterie légère (1 bataillon)
- 7e régiment d'infanterie légère (1 bataillon)

## Forces duroyaume de Prusse, duSaint-Empire, de l'électorat de Bavière, dulandgraviat de Hesse-Casselet de l'armée des émigrés
Les forces alliées sont sous le commandement des généraux Wurmser, Brunswick, Rüchel et du bavarois Minucci (de) et son divisées en 3 colonnes :
Colonne sous le commandement du général général von Kospoth (en)
- Gardes-frontières Valaques (Wallachian Grenz Infantry) (en) (1 bataillon)
- Régiment d'infanterie Manfredini (1 bataillon)
- Régiment d'infanterie Erzherzog Ferdinand (3 bataillons)
- Contingent de Darmstadt (2 bataillons)
- Régiment d'infanterie Rohan  (1 bataillon)
- Corps franc Wurmser (4 escadrons)
- Régiment de hussards Leopold (de) (6 escadrons)
- Régiment de cuirassiers Hohenzollern (6 escadrons)

Colonne sous le commandement du général Auszetz
- Corps franc Julay (1 bataillon)
- Régiment d'infanterie Julay (2 bataillons)
- Régiment d'infanterie Lascy (1 bataillon)
- Régiment d'infanterie Wallis (2 bataillons)
- Régiment d'infanterie de Condé  (2 bataillons)
- Régiment de cavalerie de Condé  (2 escadrons)
- Régiment de hussards Erdoedy (? escadrons)
- Régiment de hussards Leopold (de) (4 escadrons)
- Régiment de dragons Waldeck (6 escadrons)
- Régiment de carabiniers[Lequel ?] (6 escadrons)

Colonne sous le commandement du général Jordis
- Corps franc Serviez  (1 bataillon)
- Régiment d'infanterie Szekler (1 bataillon)
- Régiment d'infanterie Preiss (1 bataillon)
- Régiment d'infanterie Huff (2 bataillons)
- Régiment d'infanterie Kaiser (2 bataillons)
- Régiment d'infanterie Thurn (1 bataillon)
- Régiment d'infanterie Tersy (1 bataillon)
- Bataillons de grenadiers (6 bataillons)
- Régiment de dragons Kaiser (de) (6 escadrons)
- Régiment de cuirassiers Mack (6 escadrons)
- Cavalerie Hessoise (2 escadrons)

Détachement sous les ordres du général Hohenlohe
- Régiment d'infanterie Lascy (1 bataillon)
- Régiment d'infanterie Devins (1 bataillon)